# Achiet-le-Grand Communal Cemetery Extension
Le Achiet-le-Grand Communal Cemetery Extension ( Cimetière militaire d'Achiet-le-Grand) est un cimetière militaire de la Première Guerre mondiale, situé sur le territoire de la commune d'Achiet-le-Grand, dans le département du Pas-de-Calais, au sud d'Arras.

## Localisation
Ce cimetière jouxte le cimetière communal, au nord du village, rue de l'Égalité, à 200 m des dernières habitations.

## Histoire

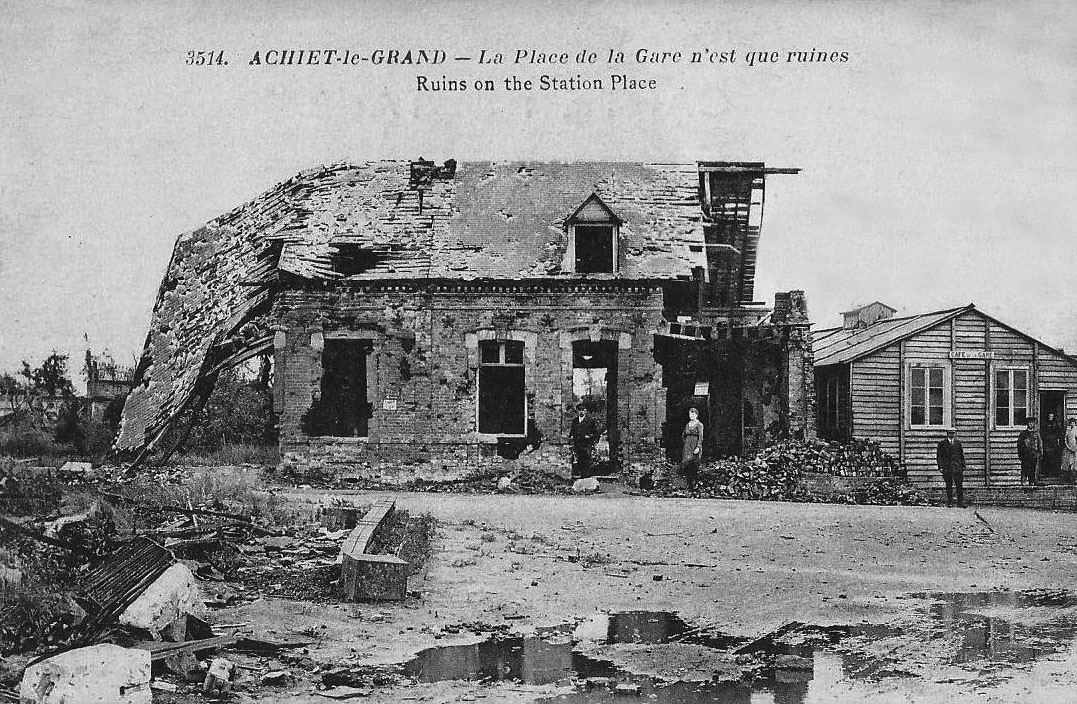
Les ruines de la gare d'Achiet à l'issue de la guerre 14-18.

Aux mains des Allemands depuis le début de la guerre, Achiet-le-Grand est occupé par les troupes britanniques le 17 mars 1917 puis perdu le 25 mars 1918. Le village sera définitivement repris le 23 août 1918.
La gare d'Achiet était une tête de ligne alliée et de nombreux blessés y seront acheminés. Ce cimetière a été utilisé par les unités médicales du Commonwealth d'avril 1917 à mars 1918 pour y inhumer les soldats morts des suites de leurs blessures. Les Allemands utiliseront ce cimetière dans une faible mesure en mars et avril 1918.
Après l'armistice les corps de soldats du Commonwealth provenant de nombreux cimetières provisoires des environs y seront inhumés.
Il y a maintenant plus de 1 351 victimes de la guerre 1914-18 commémorées sur ce site dont 210 ne sont pas identifiées.

## Caractéristiques
Ce vaste cimetière est entouré d'un muret de moellons. Il est l'œuvre de l'architecte Edwin Lutyens.

## Galerie

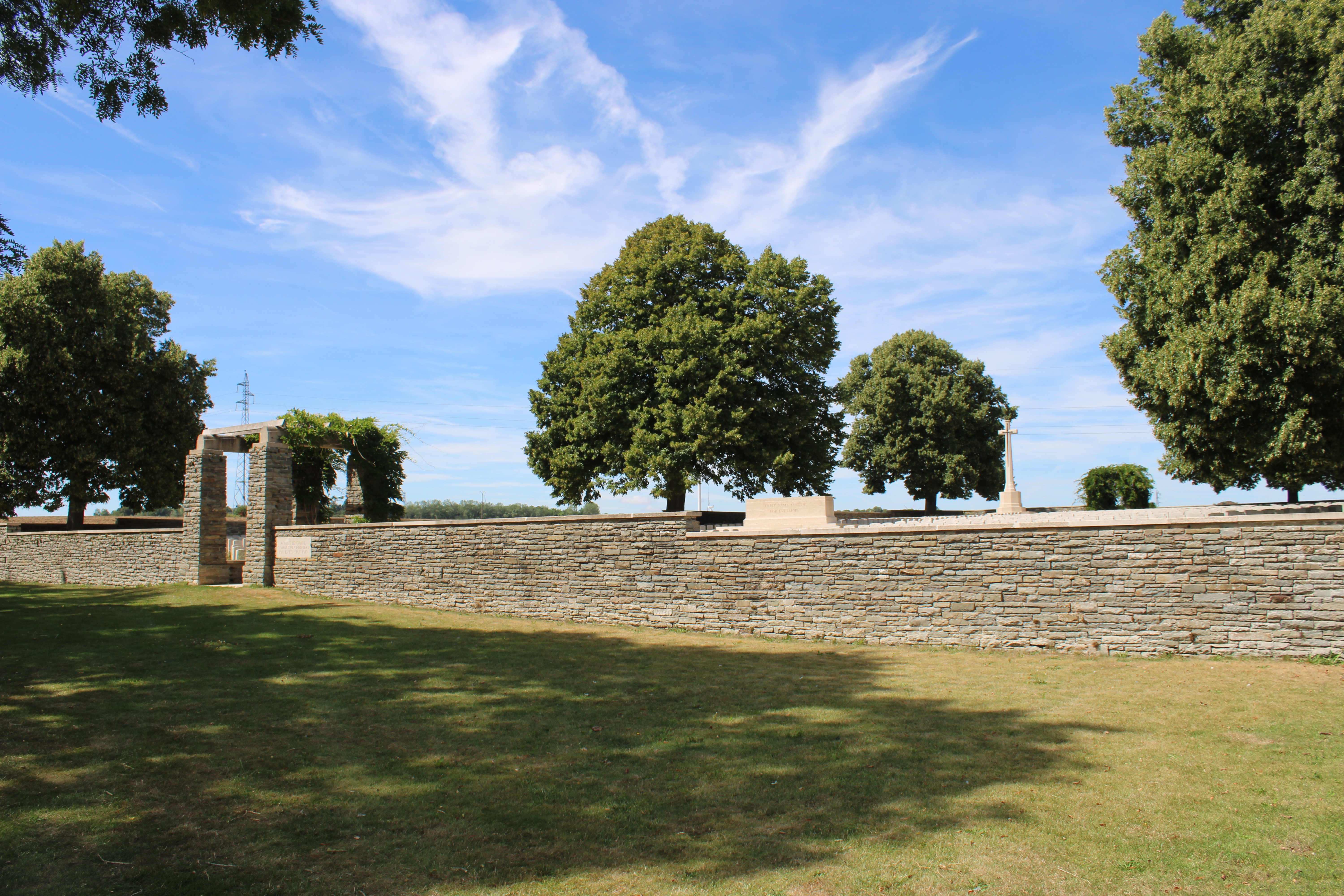
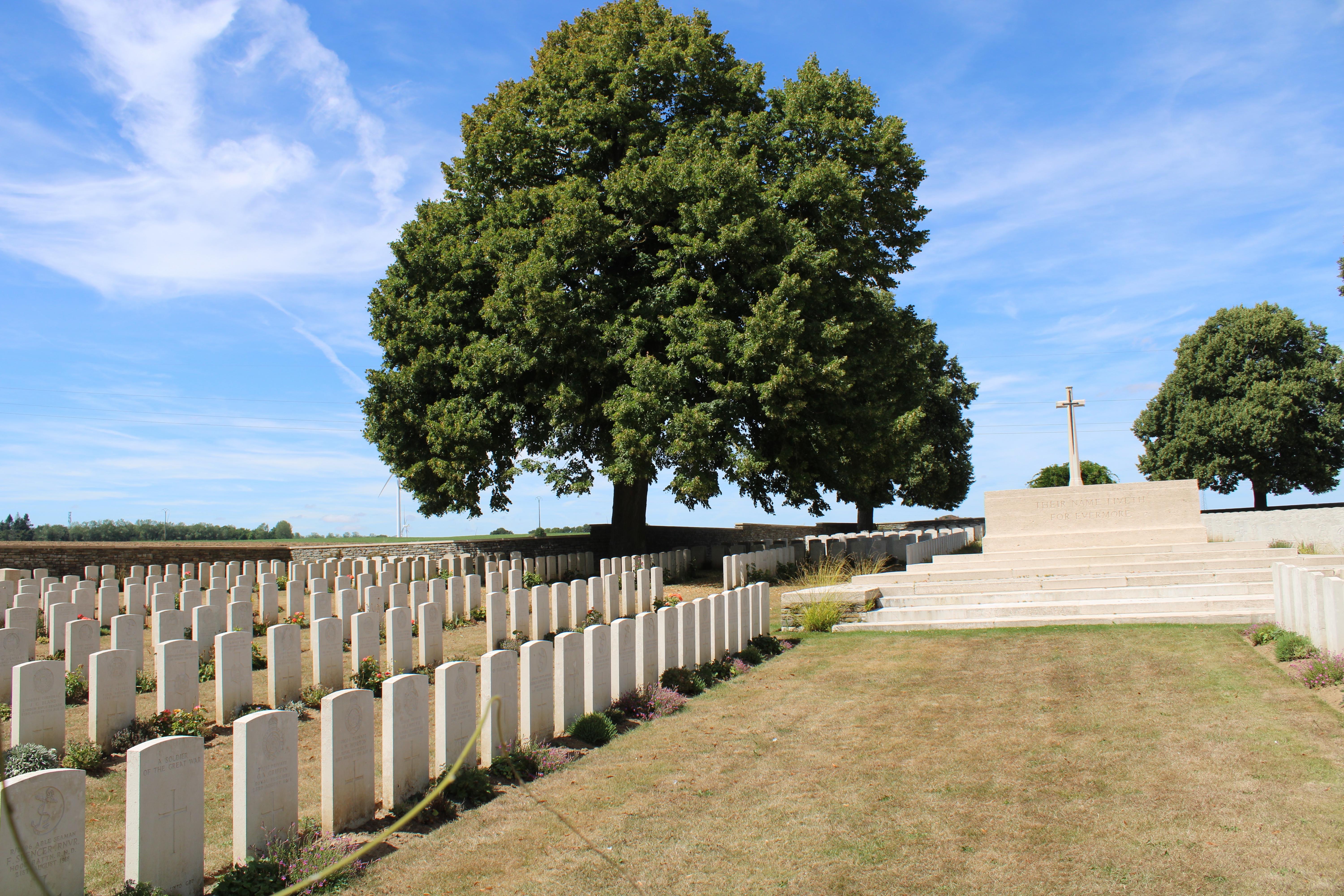
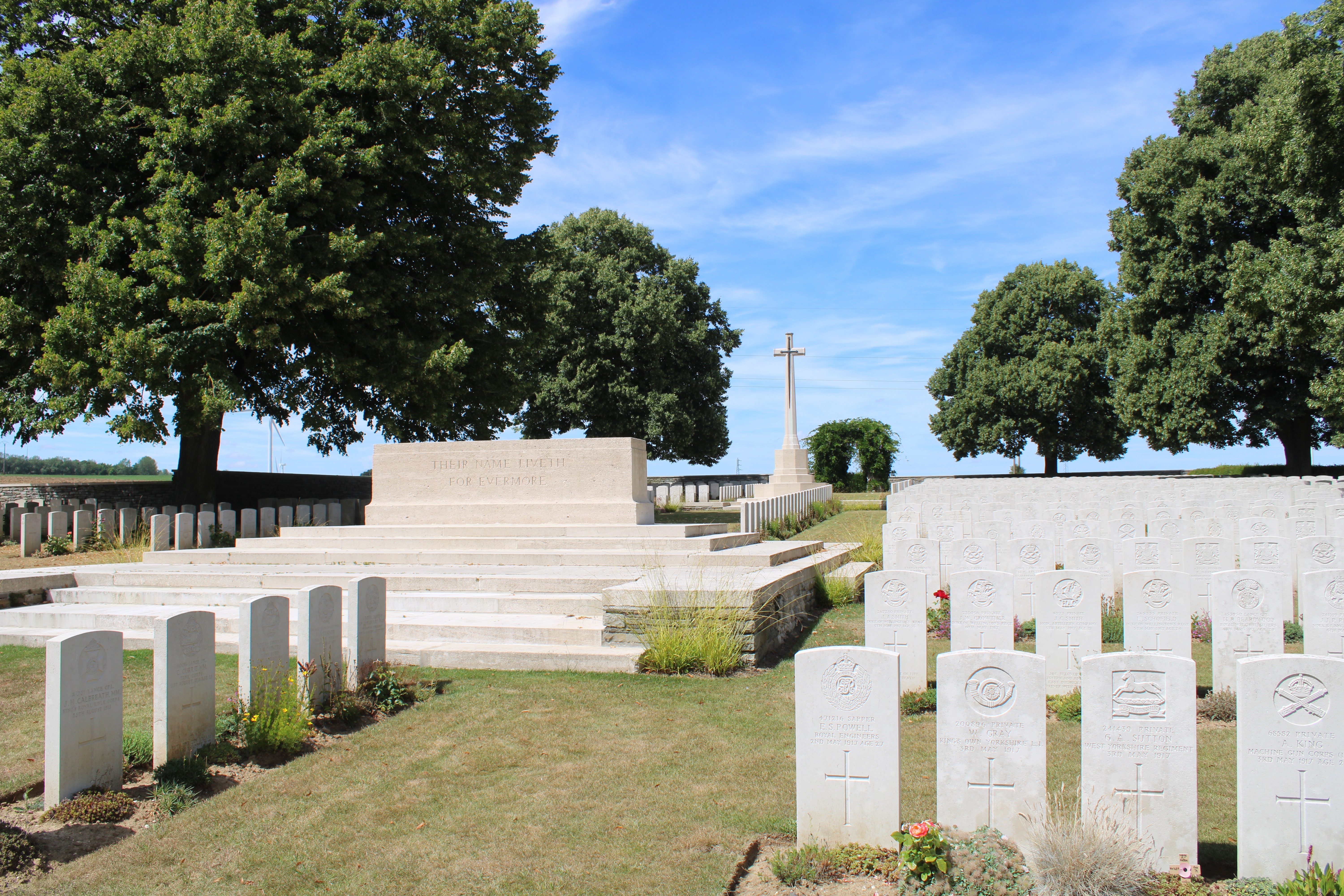
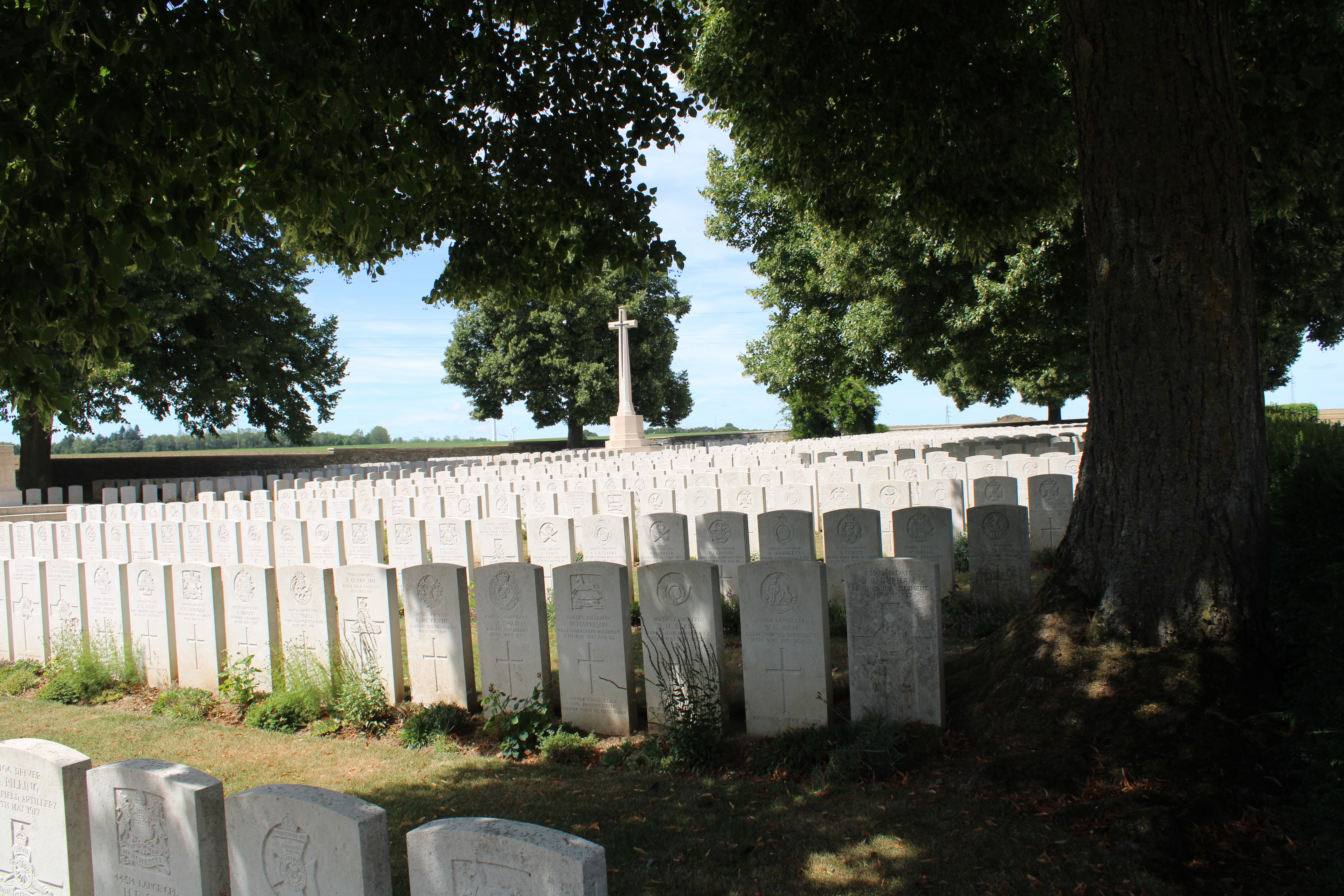
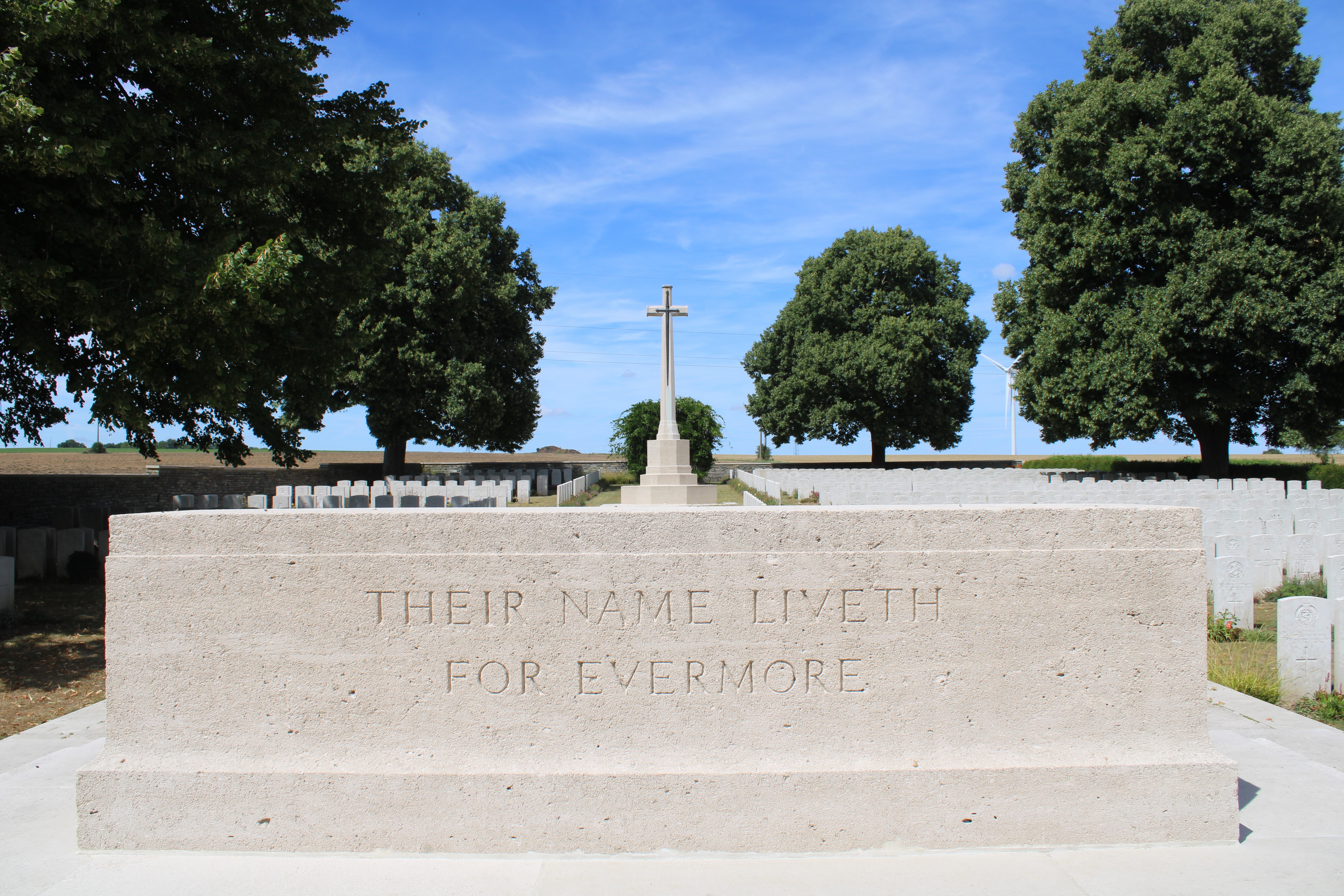
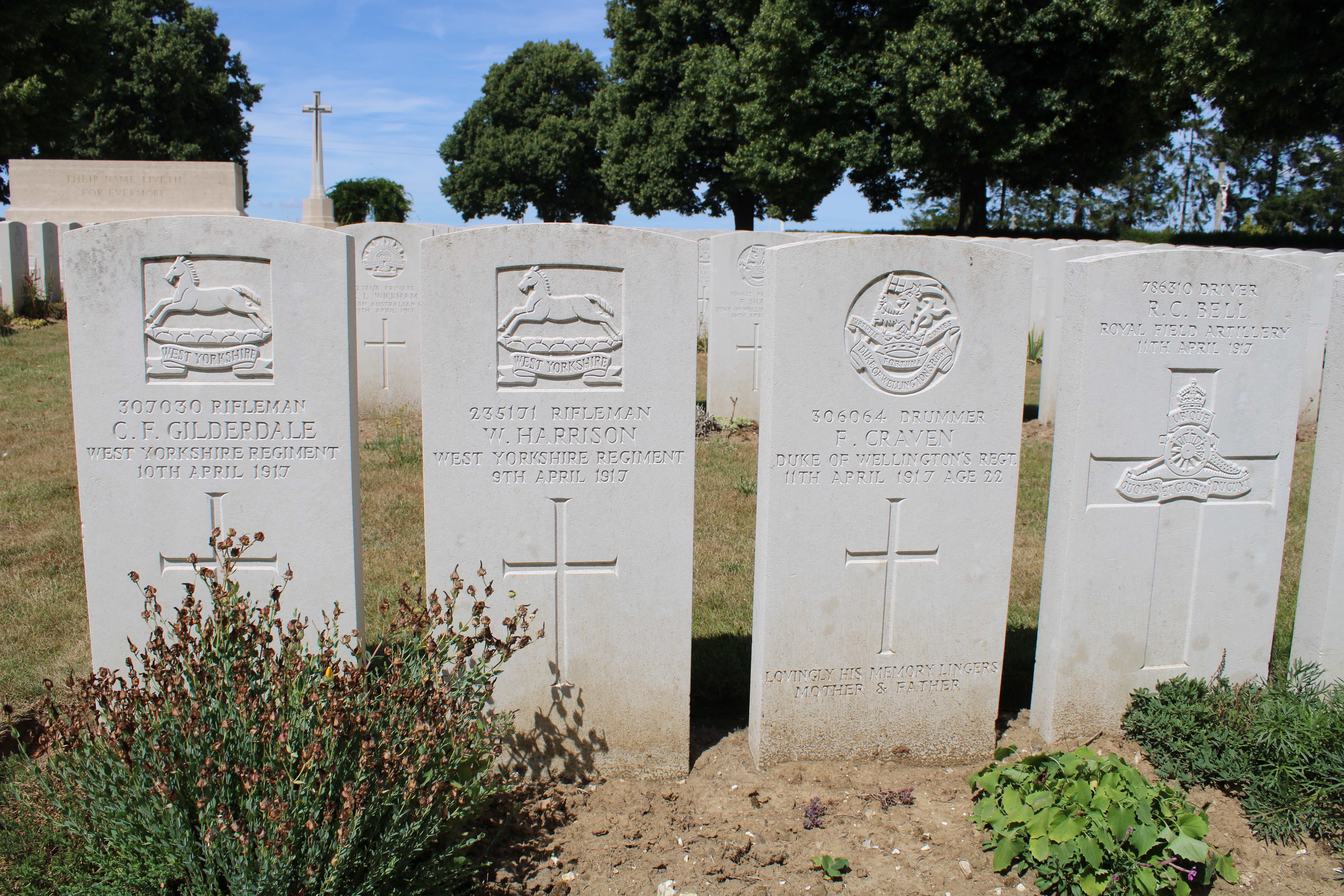

## Sépultures
| Pays             | Sépultures |
| ---------------- | ---------- |
| Royaume-Uni      | 1 159      |
| Australie        | 61         |
| Canada           | 5          |
| Nouvelle-Zélande | 95         |
| Afrique du Sud   | 4          |
| Allemagne        | 27         |
| Total            | 1 351      |

## Pour approfondir